# Maggie Steffens
Margaret Steffens (4 de juny de 1993) és una jugadora de waterpolo estatunidenca. Ella va guanyar la medalla d'or amb els Estats Units als Jocs Olímpics de Londres 2012.
Steffens va jugar a l'equip de waterpolo nacional dels Estats Units, va guanyar la Super Final de la Lliga Mundial FINA 2010 i la Copa Mundial de la FINA 2010. Ella va marcar el gol de la victòria contra Austràlia en l'últim partit de la Super Final de la Lliga Mundial FINA.
El 2011 va ajudar els EUA a guanyar la Super Final de la Lliga Mundial FINA 2011 de nou. Als Jocs Panamericans, va marcar el gol de la victòria en la final del partit, Canadà va derrotar els EUA
Els EUA va guanyar la Super Final de la Lliga Mundial FINA per tercer any consecutiu en 2012 i Steffens va liderar l'equip amb 11 gols. Al primer partit dels Jocs Olímpics de Londres, Steffens va marcar set gols per empatar el rècord olímpic d'un sol joc. Va marcar 21 gols en general als Jocs Olímpics per conduir a tots els marcadors, que amb els EUA va guanyar les medalles d'or.